# Лисенко Тетяна Феліксівна
Тетя́на Фе́ліксівна Ли́сенко (23 червня 1975, Херсон) — українська гімнастка, дворазова олімпійська чемпіонка.

## Життєпис
Тетяна Лисенко тренувалася в спортивному товаристві «Динамо» в Херсоні. Золоті олімпійські медалі та звання олімпійської чемпіонки
вона здобула на Олімпіаді в Барселоні, виступаючи у складі Об'єднаної команди. Вона була першою у вправах на колоді та разом із командою в командному заліку. В опорному стрибку вона стала третьою.
Тетяна славилася надзвичайним рівнем складності вправ й горделивим стилем. Вона виграла багато медалей на важливих змаганнях, але нестабільність не дозволила їй добитися більшого — вона була серйозним претендентом на перемогу в абсолютному заліку на барселонській Олімпіаді й на чемпіонатах світу 1991 та 1993 років, але допустилася помилок.
Лисенко входила до збірної СРСР з гімнастики на початку 90-х, коли в країні не бракувало гімнастичних талантів. Навіть пробитися до головної команди вважалося неабияким досягненням — жіноча збірна Радянського Союзу ніколи не програвала командних змагань на Олімпійський іграх, в яких брала участь.
Тетяна Лисенко дебютувала на змаганнях серед дорослих у 1990 році, вигравши у абсолютній першості Кубок світу. Наступного року вона відібралася до збірної на чемпіонат світу в Індіанаполісі, де перемогла разом з подругами в командному заліку. В абсолютному заліку вона відібралася до фіналу, але впала з колоди і не здобула жодної особистої медалі.
Найвидатніші перемоги прийшли до Лисенко на Олімпіаді в Барселоні, де вона перемогла разом із командою. В абсолютному заліку вона закінчила виступи сьомою, знову зробивши помилку, але компенсувала це в змаганнях на окремих снарядах — бронзу в опорному стрибку і золото на колоді, де її виконання складної програми було майже бездоганним і здобуло оцінку 9,975.
На відміну від багатьох інших радянських гімнасток, Лисенко не емігрувала, а продовжила виступати за Україну. На чемпіонаті Європи 1992 завоювала срібну медаль на різновисоких брусах. На чемпіонаті світу в Бірмінгемі в 1993 році вона була третьою в абсолютній першості. Ця медаль могла б бути золотою, якби вона не виступила за килим у вільних вправах. На цих змаганнях Лисенко була єдиною із гімнасток колишнього СРСР на п'єдесталі.
Після завершення спортивної кар'єри Тетяна Лисенко поїхала до США і оселилася в Каліфорнії.